# Gestor de paquets
Un gestor de paquets o sistema de gestió de paquets és una col·lecció d'eines de programari per a automatitzar la instal·lació, actualització, configuració i eliminació de programes als ordinadors d'una manera coherent. Poden realitzar moltes altres tasques com: llistar els paquets instal·lats, mostrar informació detallada d'un paquet instal·lat, trobar el paquet al qual pertany un determinat fitxer, mostrar les fonts principals des d'on el gestor descarrega els paquets, afegir o eliminar repositoris addicionals. El terme es fa servir usualment per a referir-se als gestors de paquets en sistemes Unix-like, especialment GNU/Linux, ja que van aparèixer en aquests sistemes operatius al voltant de 1993; són els més utilitzats i han estat el model per a altres.
Els gestors de paquets emmagatzemen paquets informàtics en un determinat format i contenen binaris o programari; arxius de metadades que poden contenir el nom del programari, la descripció del seu propòsit, el número de versió, el proveïdor, checksum (preferiblement una funció hash criptogràfica), signatures, dependències i altra informació rellevant; arxius de configuració; documentació i manuals. En una instal·lació, les metadades s'emmagatzemen en una base de dades de paquets local. Els gestors de paquets acostumen a mantenir les bases de dades de dependències de programari i informació de versions. D'aquesta manera contrasten la integritat del paquet, es resolen automàticament possibles conflictes i s'evita que faltin requisits previs; alhora que es verifica la compatibilitat de l'arquitectura. Treballen estretament amb repositoris de programari, gestors de repositoris binaris i botigues d'aplicacions. Eliminen la necessitat d'instal·lacions i actualitzacions manuals. Desinstal·len i actualitzen amb facilitat. Fan un seguiment de tots els paquets instal·lats en el sistema perquè l'administrador del sistema pugui obtenir fàcilment informació sobre quins paquets hi ha, quan es varen instal·lar, en quina versió s'estan executant, etc.